# Gráfica

Primer gráfico circular conocido, de la obra Breviario Estadístico (1801), mostrando la distribución de habitantes del Imperio turco localizado en Asia, Europa y África, antes de 1789.

Una gráfica, una representación gráfica o un gráfico es un tipo de representación de datos, generalmente cuantitativos, mediante recursos visuales (líneas, vectores, superficies o símbolos), para que se manifieste visualmente)
la relación matemática o correlación estadística que guardan entre sí. También es el nombre de un conjunto de puntos que se plasman en coordenadas cartesianas y sirven para analizar el comportamiento de un proceso o un conjunto de elementos o signos que permiten la interpretación de un fenómeno. La representación gráfica permite establecer valores que no se han obtenido experimentalmente sino mediante la interpolación (lectura entre puntos) y la extrapolación (valores fuera del intervalo experimental)

## Gráficas en estadística
- La estadística gráfica es la descripción e interpretación de datos e inferencias sobre estas. Forma parte de los programas estadísticos usados con los ordenadores. Autores como Edward R. Tufte desarrollaron nuevas soluciones de análisis gráficos. Existen diferentes tipos de gráficas:

- Gráfico lineal: los valores se dividen en dos ejes cartesianos perpendiculares entre sí. Las gráficas lineales se recomiendan para representar series en el tiempo, y es donde se muestran valores máximos y mínimos; también se utilizan para varias muestras en un diagrama.
- Gráfico de barras: se usa cuando se pretende resaltar la representación de porcentajes de datos que componen un total. Una gráfica de barras contiene barras verticales que representan valores numéricos, generalmente usando una hoja de cálculo. Las gráficas de barras son una manera de representar frecuencias; las frecuencias están asociadas con categorías. Una gráfica de barras se presenta de dos maneras: horizontal o vertical. El objetivo es poner una barra de largo (alto si es horizontal) igual a la frecuencia. La gráfica de barras sirve para comparar y tener una representación gráfica de la diferencia de frecuencias o de intensidad de la característica numérica de interés.
- Histograma: se emplea para ilustrar muestras agrupadas en intervalos. Está formado por rectángulos unidos a otros, cuyos vértices de la base coinciden con los límites de los intervalos y el centro de cada intervalo es la marca de clase que representamos en el eje de las abscisas. La altura de cada rectángulo es proporcional a la frecuencia del intervalo respectivo.
- Gráfico circular: permite ver la distribución interna de los datos que representan un hecho, en forma de porcentajes sobre un total.
- Pictograma: Son imágenes que sirven para representar el comportamiento o la distribución de los datos cuantitativos de una población, utilizando símbolos de tamaño proporcional al dato representado. Una posibilidad es que el gráfico sea analógico, por ejemplo, la representación de los resultados de las elecciones con colores sobre un hemiciclo.

## Eje numérico
Un gráfico de eje numérico es un diagrama de barras, de líneas o de área que utiliza un campo numérico o un campo de fecha/hora como campo “A cambio de”. Los gráficos de eje numérico proporcionan un medio para aplicar una escala a los valores del eje X, creándose de este modo un eje X numérico verdadero o un ejemplo X de fecha/hora verdadero.

## Gráfico de pie
Este tipo de gráfico presenta los datos como una serie de burbujas, el tamaño de las cuales es proporcional a la cantidad de datos. Un gráfico de este tipo resulta muy efectivo para mostrar el número de productos vendidos en cierta región.[cita requerida]